# Maksymilianów (Radom)
Pour les articles homonymes, voir Maksymilianów.
Maksymilianów (prononciation : [maksɨmiˈljanuf]) est un village polonais de la gmina de Przytyk dans le powiat de Radom de la voïvodie de Mazovie dans le centre-est de la Pologne.
Il se situe à environ 6 kilomètres au nord de Przytyk (siège de la gmina), 23 kilomètres au nord-ouest de Radom (siège de le powiat) et à 78 kilomètres au sud de Varsovie (capitale de la Pologne).

## Histoire
De 1975 à 1998, le village appartenait administrativement à la voïvodie de Radom.